# Стейн ван Гассел
Стейн ван Гассел (нід. Stijn van Gassel, нар. 17 жовтня 1996, Їсселстейн, Нідерланди) — нідерландський футболіст, воротар клубу «Ексельсіор».

## Ігрова кар'єра
Стейн ван Гассел починав грати у футбол у молодіжній команді клубу «ВВВ-Венло». Пізніше він перейшов до клубу Еерстедивізі «Гелмонд Спорт» і в основному складі дебютував у сезоні 2016/17. В тому ж сезоні воротар продовжив контракт із клубом до 2019 року. Перд початком сезону 2017/18 ван Гассел забронював за собою місце основного воротаря команди.
На початку 2021 року ван Гассел відмовився продовжувати контракт з «Гелмонд Спорт» бо виявив бажання грати на більш високому рівні. І 31 травня підписав дворічний контракт з клубом «Ексельсіор», у складі якого продовжив виступи вже в Ередивізі.